# Mamadou Philippe Karambiri
Mamadou Philippe Karambiri est un pasteur chrétien évangélique  charismatique burkinabè, né le 7 mars 1947 à Tougan. Il est le président du Centre international d’évangélisation qu’il a fondé en 1987.

## Biographie
Karambiri est né le 7 mars 1947 à Tougan dans une famille musulmane . Lors d’une rencontre avec de jeunes missionnaires évangéliques français et après avoir été témoin d'une apparition de Jésus-Christ, alors qu’il préparait son doctorat d'État en économie financière à Toulouse en février 1975, il expérimente une nouvelle naissance , lors de l'échec à l'examen de sa licence en économétrie. Dans un entretien accordé en décembre 2015, il donne des précisions sur ce tournant spirituel. Il souligne que l'important n'est pas d'abord de changer de religion, mais de découvrir qui est Jésus-Christ, et d'entrer en relation avec lui. Après sa conversion et durant son séjour en France en tant qu'étudiant, il a fréquenté l'église "Assemblée de Dieu de Toulouse". De retour au Burkina Faso, il a été directeur de la Promotion à l’Office national du commerce extérieur, puis directeur commercial de Faso Fani (entreprise publique de textile, à Koudougou, liquidée en 2001) et finalement directeur général de SO.VOL.COM (Société Voltaïque de Commercialisation, entreprise publique).

### Ministère
En 1985, il démarra un groupe de prière avec sa famille qui atteint 500 personnes en 1987. Cette même année, il fonda le Centre international d’évangélisation à Ouagadougou, après avoir quitté les Assemblées de Dieu. En janvier 1990, il démissionne de ses fonctions laïques pour devenir pasteur à plein temps.
En février 2020, il est orateur au rassemblement du 17 au 24 février 2020 de l'Église Porte ouverte chrétienne et attrape le Covid 19, ce qui en fait l'un des premiers contaminés du Burkina Faso.

## Vie personnelle
Il a épousé Marie Sophie Tou, une infirmière d’État en service à la pédiatrie de l’Hôpital Yalgado Ouédraogo. Ils ont eu quatre enfants, deux filles et deux garçons. Son épouse est décédée le 10 mars 2008. Il s'est remarié le 29 mai 2010, avec Hortense Palm, qui est pasteur au Centre international d’évangélisation de Ouagadougou .

## Distinctions
En 2007, il reçoit un doctorat honoris causa en Divinité de la Logos Christian University of Florida, aux États-Unis .

### Ordre de l'Étalon
- Chevalier : 2005 [2]
- Officier : 2011[15]
- Commandeur : 2015
- Grand Officier : 2023